# 오미야역 (교토부)
오미야역(일본어: 大宮駅, おおみやえき)은 일본 교토부 교토시 나카교구에 있는 한큐 전철 교토 본선의 역이다. 역 번호는 HK-84이다.

## 개요
시조도리의 직하부에 있고, 교토 시 시모교구와의 경계에 위치한다. 1963년에 가와라마치 역까지 연장되기 전에는 교토 본선의 종착역이었다. 그래서, 본 역발의 개통까지 차내 방송 등에서 "교토 오미야역"이라고 호칭되기도 했다.
과거에는 특급의 정차역였지만, 2001년 3월 24일의 다이아 개정 이후에는 통과하고 낮에는 우등 열차가 일절 정차하지 않게 되었다. 다만, 평일 러시아워를 중심으로 운행되는 특급 이외의 우등 열차는 모두 정차하고 낮 중에도 가쓰라 역에서 특급과 완급 접속이 이루어지고 있다.
당역 ~ 사이인 역 구간은 일본 국내에서는 미야기 전기철도 센다이역(현재의 JR 센세키 선 센다이역에 해당하는 다른 위치), 도쿄 지하 철도(현, 도쿄 지하철 긴자 선)에 이어 긴키의 첫 지하 노선이다. 지하선과 승강장의 구조물은 토목 학회 "선장 토목 유산"(등급 A)에 지정되어 있다.
게이후쿠 아라시야마 본선 시조오미야 역은 시조오미야 사거리를 끼고 역사가 대치되어 있다.

## 역사
- 1931년 3월 31일: 게이한 전기철도 신케이한 선이 사이인 역에서 연장되어 게이한 교토역으로 영업 개시, 당시 종착역이었음. 안내 상으로는 단순히 "교토"로 하는 것도 많았고 당시의 신문 광고에서는 "시조오미야"로 표기했음.
- 1943년 10월 1일: 게이한신 급행전철(현, 한큐 전철)의 합병으로 교토역(게이한신 교토 역)로 역명 변경.
- 1949년 12월 1일: 게이한신 급행전철에서 케이한 전기 철도가 분리. 새 케이항선은 게이 한신 급행 전철의 노선이 되는 쿄토 본선에 개칭[2], 당 역도 그 소속이다.
- 1963년 6월 17일: 교토 본선의 가와라마치 역 연장에 따라 오미야역으로 역명 변경.
- 1968년 3월 28일: 현 역사의 오미야 한큐 건물 준공.
- 1986년 7월 1일: 10량 대응화 공사, 서쪽 개찰구 신설 공사 완성.
- 2001년 3월 24일: 낮 시간대의 특급의 정차 취소.

## 역 구조
상대식 승강장 2면 2선의 지하역이다. 분기기, 절대 신호를 갖지 않아 정류장으로 분류된다. 개통 당시에는 상대식 승강장을 승차용과 하차용으로 나누어 사용하였다.
개찰구는 3개소가 있고 핵심은 동쪽 개찰구이다. 서쪽 개찰구는 새벽(6시 15분까지)과 21시 이후에는 폐쇄되었고, 승강장으로 이어지는 계단도 2번 선 측에만 연결되지 않았으며, 서쪽 개찰에서 1번 선으로 가려면 2번 선을 경유하여 동쪽 개찰구 측의 계단을 오르내리게 된다. 화장실은 동쪽 개찰구 밖에 있다. 배리어 프리화 공사가 이루어져 가와라마치 방향 승강장(1번 선)에 북쪽 개찰구가 신설되어 2014년 3월 21일부터 사용 개시되었다.
쇼와 초기의 개통 이후의 구조 때문에 동쪽 개찰구 측과 승강장 사이는 에스컬레이터나 엘리베이터 설치가 곤란한 관계로 휠체어 사용자에게 역무원의 조작으로 움직이는 전동 리프트가 설치되었다(동쪽 개찰구와 지상부를 연결하는 엘리베이터 설치 완료). 서쪽 개찰구 밖에는 엘리베이터가 설치되어 있으며, 역 계원에게 신고하면 직접 2번 선으로 오갈 수 있다.

### 승강장
| 번호 | 노선        | 방향 | 행선                                                               |
| ---- | ----------- | ---- | ------------------------------------------------------------------ |
| 1    | ■ 교토 본선 | 상행 | 가라스마・가와라마치 방면                                          |
| 2    | ■ 교토 본선 | 하행 | 오사카 (우메다)・아와지・덴가차야・기타센리・고베・다카라즈카 방면 |

## 역 주변
역사와 직면하는 "시조오미야 교차점"은 본 역 및 게이후쿠 시조오미야 역 외 각지에 노선 버스가 집산하는 교통 요충지이다. 또한, 교차로의 남동쪽에는 택시 등이 구비되어 있다.
개통 당초에는 교토 본선의 종착역이었던 적도 있어 역 부근은 이전 번화가의 분위기를 지니고 있다.
- 시조오미야 사거리
  - 게이후쿠 아라시야마 본선 시조오미야 역 - 본 역의 역사에서 시조오미야 사거리를 두고 정면에 있다.
  - 시조도리
  - 오미야도리
  - 고인도리
- 미부데라
- 시조오미야 파출소
- 교토 시조오미야 우체국
- 리소나 은행 시조오미야 지점
- 교토 은행 오미야 지점
- 간사이 어번 은행 교토 지점
- 아크 호텔 교토
- 게이후쿠 전기 철도 본사
- 교토 시립 호리카와 고등학교
- 교토 시립 라쿠추 초등학교
- 서일본여객철도(JR 서일본) 산인 본선(사가노 선) 니조 역 - 도보 15분 정도 거리에 있고, 교토 시내에서 한큐와 JR을 도보로 선회할 경우에 이용할 수 있다.

## 사진

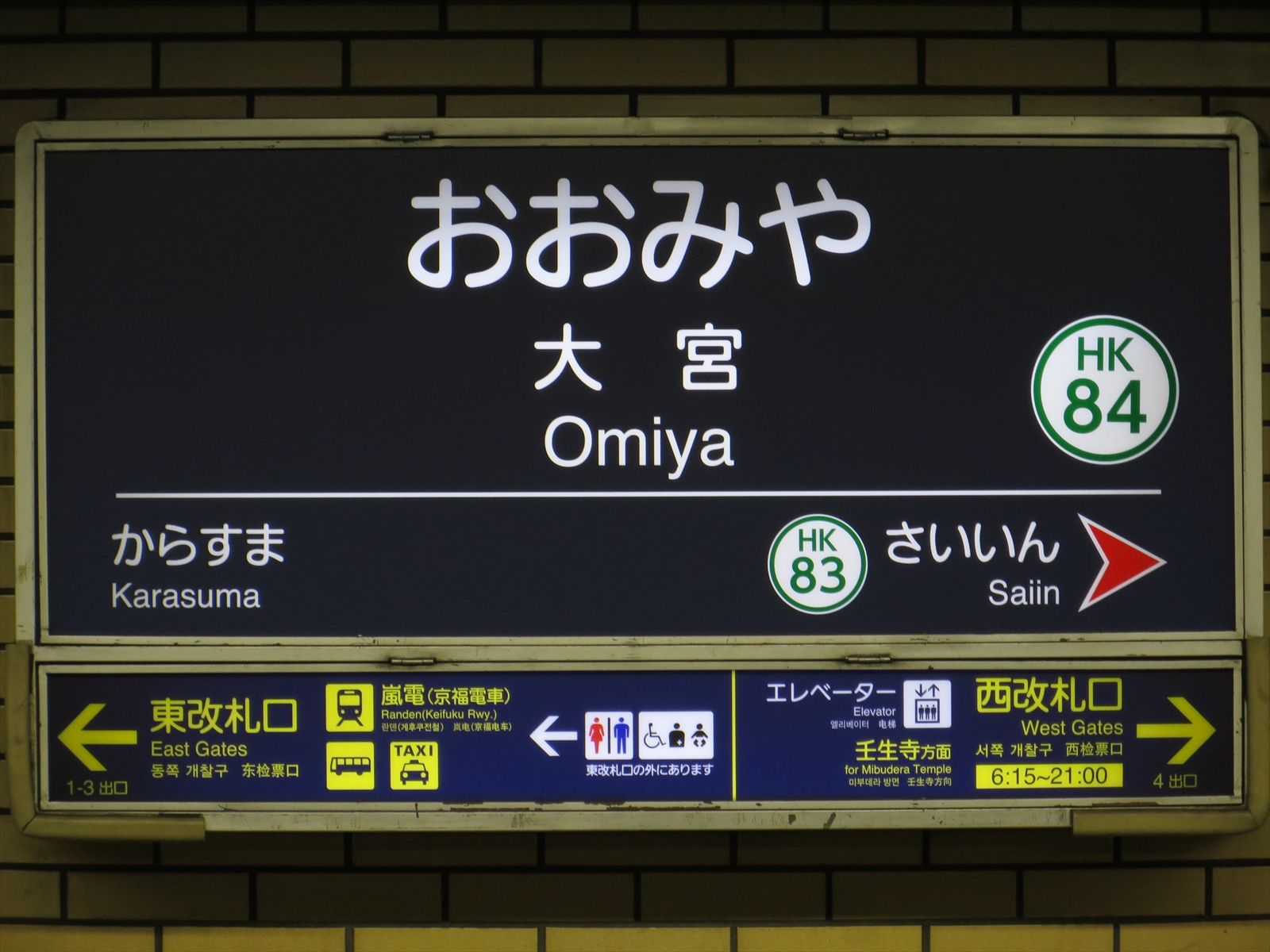
역명판

## 인접역
| 한큐 전철 ■ 교토 본선    | 한큐 전철 ■ 교토 본선                      | 한큐 전철 ■ 교토 본선          |
| ------------------------ | ------------------------------------------ | ------------------------------ |
| HK-83 사이인 우메다 방면 | ■ 통근특급 ■ 쾌속급행 ■ 쾌속 ■ 준급 ■ 보통 | 가라스마 HK-85 가와라마치 방면 |